# Rua Chile (Salvador)
A Rua Chile é um logradouro localizado no Centro Histórico de Salvador, perto da Praça Castro Alves, no estado da Bahia. Fundada em 1549, data de fundação da capital da Bahia, Salvador, pelo primeiro governador-geral do Brasil, Tomé de Sousa. A Rua Chile é considerada a rua mais antiga do Brasil.

## História
Inicialmente teve outros nomes como Rua Direita dos Mercadores e Rua Direita do Palácio. A denominação atual veio da Câmara Municipal de Salvador como forma de homenagear a visita da esquadra da Marinha de Guerra do Chile que havia desfilado na cidade, na época era uma das maiores do mundo.
Era uma rua comercial e muito movimentada, com diversas lojas que vendiam tecidos, roupas masculinas e femininas, perfumes, joias, utensílios, com hotéis como o Palace, que hospedava artistas que vinham a Salvador para shows. Entretanto, com o passar do tempo a rua foi sendo degradada e passou a ter prédios e casarões abandonados.
Atualmente, existe um projeto de revitalização da iniciativa privada com apoio do poder público de seus prédios e a fiação aterrada para torná-la um novo complexo turístico, com hotéis, cinemas, galerias de arte, bares, restaurantes, night-clubs, lojas, estacionamento, residenciais e escritórios.